# La Vuelta Femenina
La Vuelta Femenina, conosciuta in passato come Madrid Challenge by La Vuelta e Challenge by La Vuelta, è una corsa a tappe femminile di ciclismo su strada che si svolge con cadenza annuale in Spagna.
Organizzata per la prima volta nel 2015, viene subito inclusa nel Calendario internazionale femminile UCI come corsa di classe 1.1, venendo corsa su un percorso cittadino in linea; nel 2016 diventa prova dell'UCI Women's World Tour, come corsa di classe 1.WWT (2016-2017), sempre come prova in linea; nel 2018 diviene corsa a tappe di classe 2.WWT. Nel 2023 assume la denominazione di "Vuelta Femenina", svolgendosi in sette tappe.

## Albo d'oro
Aggiornato all'edizione 2025.
| Anno                          | Vincitrice                    | Seconda                       | Terza                         |
| Madrid Challenge by La Vuelta | Madrid Challenge by La Vuelta | Madrid Challenge by La Vuelta | Madrid Challenge by La Vuelta |
| ----------------------------- | ----------------------------- | ----------------------------- | ----------------------------- |
| 2015                          | Shelley Olds                  | Giorgia Bronzini              | Kirsten Wild                  |
| 2016                          | Jolien D'Hoore                | Chloe Hosking                 | Marta Bastianelli             |
| 2017                          | Jolien D'Hoore                | Coryn Rivera                  | Roxane Fournier               |
| 2018                          | Ellen van Dijk                | Coryn Rivera                  | Audrey Cordon-Ragot           |
| 2019                          | Lisa Brennauer                | Lucinda Brand                 | Pernille Mathiesen            |
| Challenge by La Vuelta        |                               |                               |                               |
| 2020                          | Lisa Brennauer                | Elisa Longo Borghini          | Lorena Wiebes                 |
| 2021                          | Annemiek van Vleuten          | Marlen Reusser                | Elise Chabbey                 |
| 2022                          | Annemiek van Vleuten          | Elisa Longo Borghini          | Demi Vollering                |
| La Vuelta Femenina            |                               |                               |                               |
| 2023                          | Annemiek van Vleuten          | Demi Vollering                | Gaia Realini                  |
| 2024                          | Demi Vollering                | Riejanne Markus               | Elisa Longo Borghini          |
| 2025                          | Demi Vollering                | Marlen Reusser                | Anna van der Breggen          |

## Statistiche

### Vittorie per nazione
Aggiornato all'edizione 2025.
| Pos. | Nazione     | Vittorie |
| ---- | ----------- | -------- |
| 1    | Paesi Bassi | 6        |
| 2    | Belgio      | 2        |
| 2    | Germania    | 2        |
| 4    | Stati Uniti | 1        |